# Merrilliodendron
Merrilliodendron, monotipski biljni rod iz porodice Icacinaceae, dio reda Icacinales. Jedina vrsta je M. megacarpum, grm ili drvo iz tropske Azije i zapadnog Pacifika (Bismarckovi otoci, Karolini, Marijansko otoci, Nova Gvineja, Filipini, Otoci Santa Cruz, Salomonski, Sulawesi).